# Sjoeachevi (gemeente)
Sjoeachevi (Georgisch: შუახევის მუნიციპალიტეტი, Sjoeachevis munitsipaliteti) is een gemeente in het zuidwesten van Georgië met 14.543 inwoners (2024), gelegen in de autonome republiek Adzjarië en aan de Turkse grens. De gelijknamige plaats is het bestuurlijke centrum is van de gemeente, die een oppervlakte van 588 km² heeft. Sjoeachevi werd in 1952 als deeldistrict binnen het district Choelo opgericht en werd in 1965 afgesplitst als zelfstandig district.

## Geografie

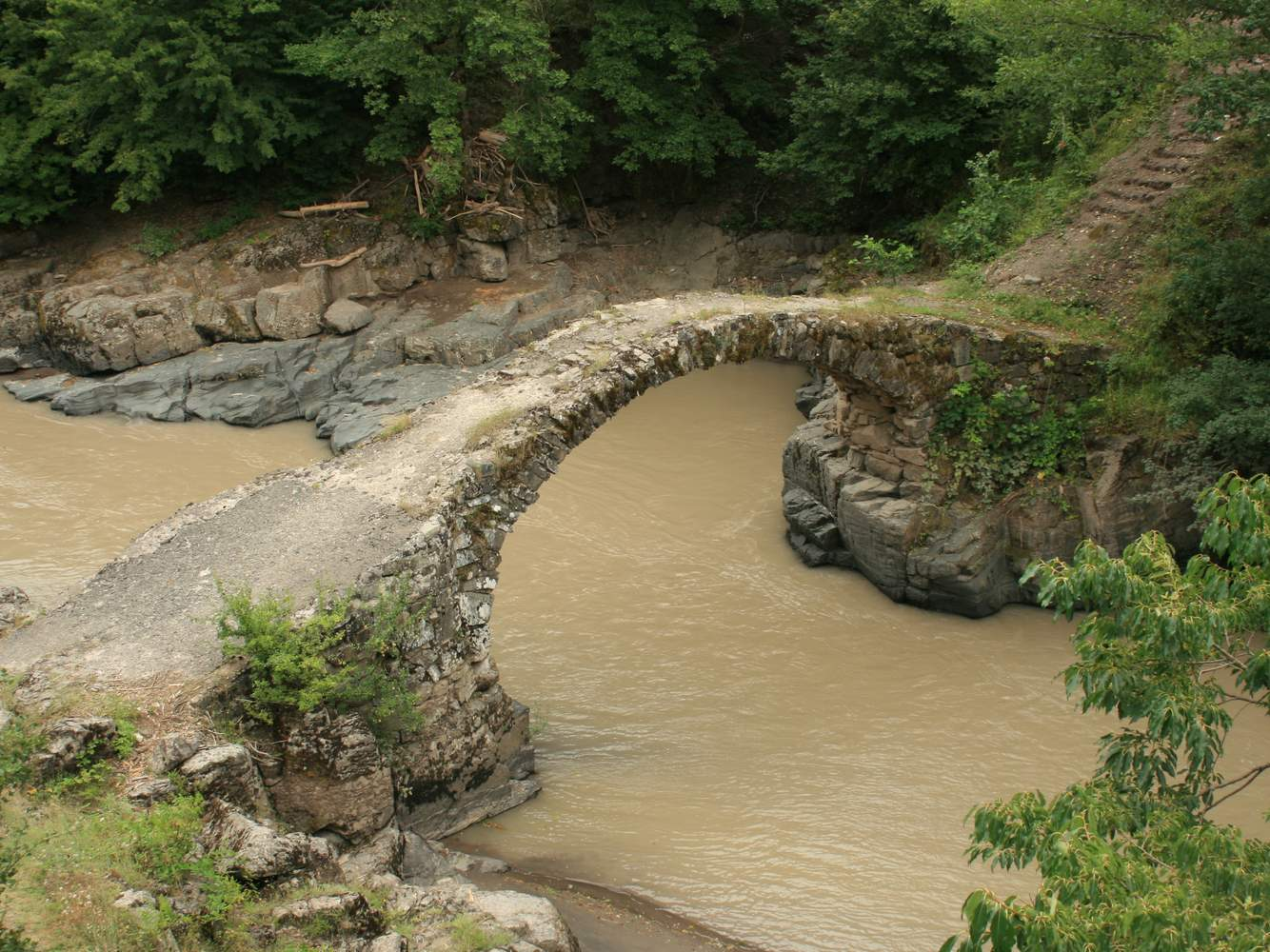
11e-eeuwse brug in Poertio

Sjoeachevi grenst in het westen aan de gemeente Keda , in het noordwesten aan Koboeleti terwijl het noordelijke puntje grenst aan de gemeenten Ozoergeti en  Tsjochataoeri in de regio Goeria. De gehele oostelijke kant grenst aan Choelo, en de gehele zuidelijke kant grenst voor 46 kilometer aan Turkije, waar het Sjavsjetigebergte de natuurlijke grens vormt.

### Bergketens
De gemeente ligt in het hoge bergachtige binnenland van Adzjarië. Het Meschetigebergte ligt door het noorden van de gemeente, terwijl het Arsianigebergte in het uiterste zuidoosten van de gemeente ligt. In deze laatste bergrug ligt op de grens met Turkije (district Posof) de 2986 meter hoge Kentsjaoeli (Kanli), die de hoogste bergtop van Adzjarië is. Andere hoge bergen in de gemeente zijn de Cheva, met 2812 meter de hoogste berg van het Sjavsjetigebergte, en de Taginaoeri (2668 meter) in het Meschetigebergte.

### Rivier
De belangrijkste rivier van Adzjarië, de Adjaristskali (letterlijk "rivier van Adzjarië"), stroomt van oost naar west door Sjoeachevi. In de rivierkloof heerst een mediterraan subtropisch klimaat. Naarmate de hoogte toeneemt, wordt het klimaat vochtig, met een jaarlijkse regenval van tussen de 1200 en 1500 mm per jaar, wat zorgt voor groene vegetatie. 
De Adjaristskali is de bron voor de grote Sjoeachevi-waterkrachtcentrale die tussen 2013 en 2017 gebouwd is in het oosten van de gemeente. Met een geïnstalleerd vermogen van 185 MW en een verwachte elektriciteitsproductie van 452 GWh was het een duur en prestigieus project. Kort na de opening van de centrale waren er problemen met ingestorte tunnels.

## Demografie
Begin 2024 telde de gemeente Sjoeachevi 14.543 inwoners, een daling van 2% ten opzichte van de volkstelling van 2014. De bevolking van Sjoeachevi bestond in 2014 voor ruim 74% uit islamitische Georgiërs (Adzjaren), gevolgd door orthodox christelijke Georgiërs (23%). De overige 3% had geen religie opgegeven. Er wonen nauwelijks andere etnische minderheden. 
| Gemeente Sjoeachevi                                                     | - | 20.324 | 23.196 | 23.081 | 25.113 | 21.850 | 15.044 | 15.039 | 14.543 |  |  |  |  |  |
|                                                                         |   |        |        |        |        |        |        |        |        |  |  |  |  |  |
| Sjoeachevi                                                              | - | 576    | 187    | 655    | 866    | 980    | 797    | 697    | 593    |  |  |  |  |  |
| Verantwoording data: Bevolkingsstatistiek Georgië 1897 tot heden. Noot: |   |        |        |        |        |        |        |        |        |  |  |  |  |  |

## Administratieve onderverdeling
De gemeente Sjoeachevi is administratief onderverdeeld in 9 gemeenschappen (თემი, temi) met in totaal 68 dorpen (სოფელი, sopeli) en één 'nederzetting met stedelijk karakter' (დაბა, daba), het bestuurlijk centrum Sjoeachevi.

## Bestuur

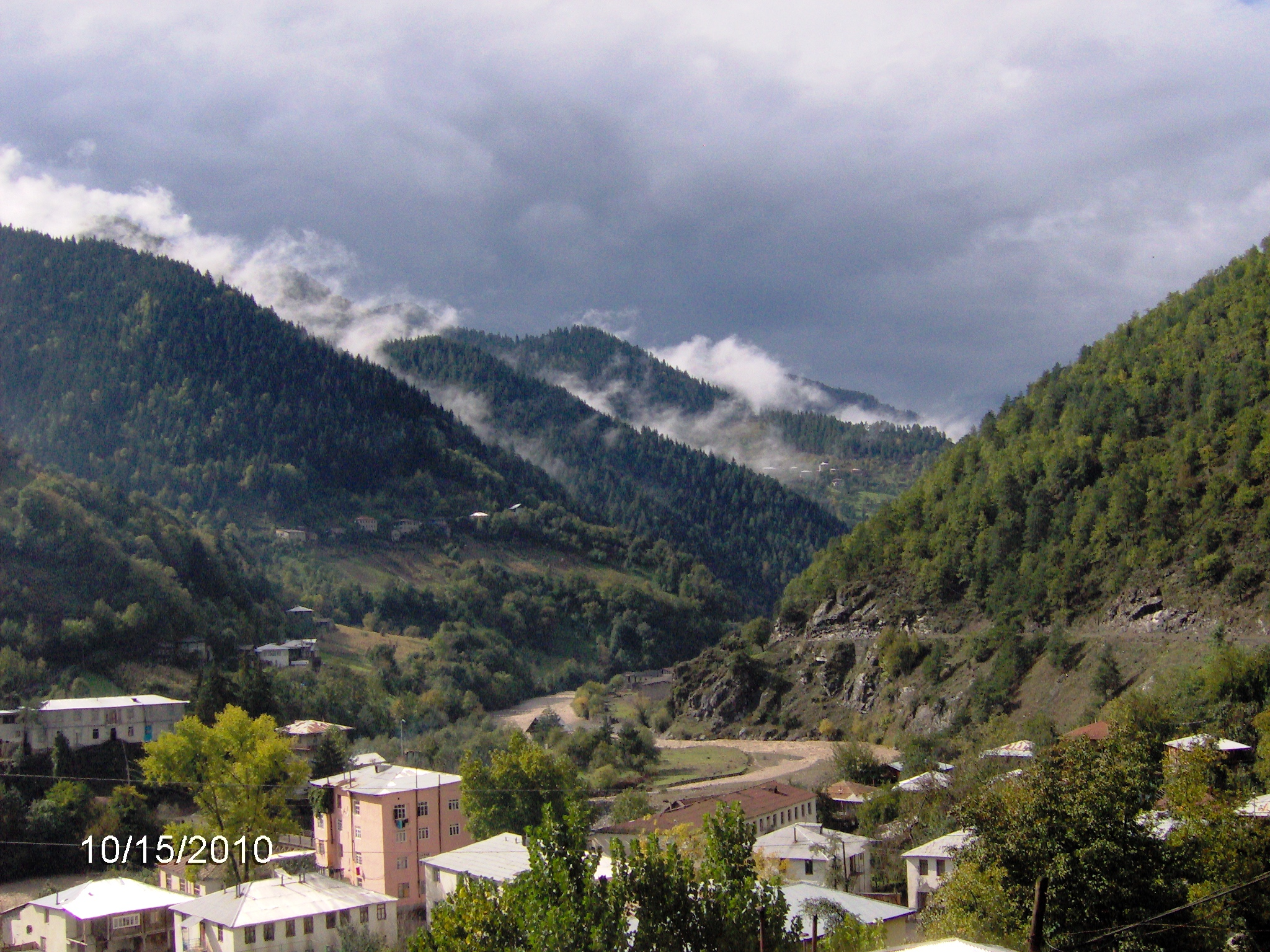
Het gemeentelijk centrum Sjoeachevi.

De gemeenteraad van Sjoeachevi (Georgisch: საკრებულო, sakreboelo) wordt elke vier jaar gekozen in een gemengd kiesstelsel. Een deel wordt via enkelvoudige kiesdistricten gekozen en een deel via evenredige vertegenwoordiging van gesloten partijlijsten, waarvoor een kiesdrempel geldt van drie procent.
| Samenstelling Sakreboelo (zetels per partij) | Samenstelling Sakreboelo (zetels per partij) | Samenstelling Sakreboelo (zetels per partij) | Samenstelling Sakreboelo (zetels per partij) | Samenstelling Sakreboelo (zetels per partij) |
| Partij                                       | Partij                                       | 2014                                         | 2017                                         | 2021                                         |
| -------------------------------------------- | -------------------------------------------- | -------------------------------------------- | -------------------------------------------- | -------------------------------------------- |
|                                              | Georgische Droom (GD)                        | 17                                           | 19                                           | 14                                           |
|                                              | Verenigde Nationale Beweging (UNM)           | 3                                            | 3                                            | 5                                            |
|                                              | Overige partijen                             | 4                                            | 2                                            | 2                                            |
| Totaal                                       | Totaal                                       | 24                                           | 24                                           | 21                                           |

## Vervoer

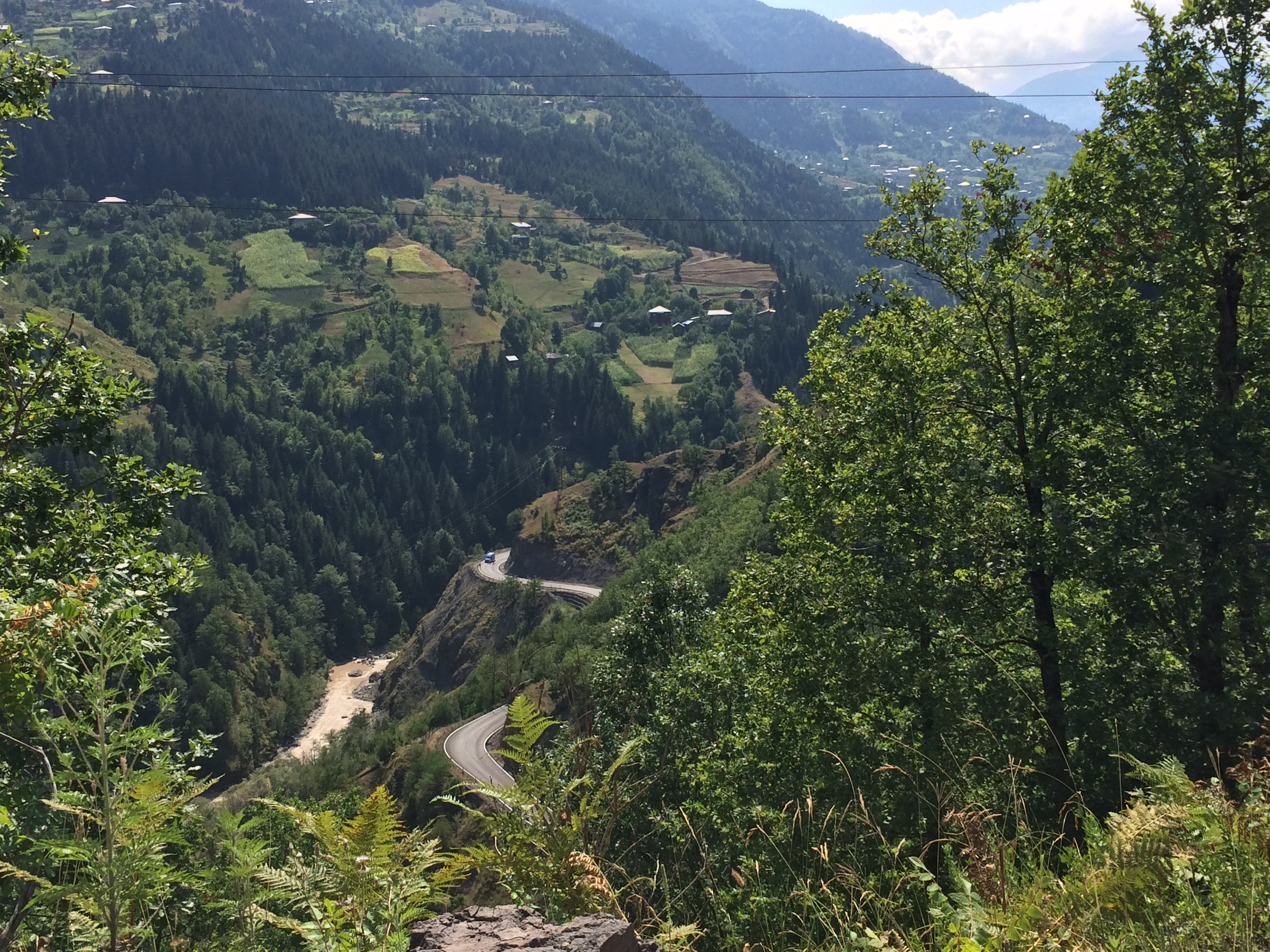
De weg Batoemi-Achaltsiche

De belangrijkste doorgaande weg door de gemeente is de nationale route Sh1, een belangrijke interregionale route tussen Batoemi, de binnenlanden van Adzjarië en de stad Achaltsiche in Samtsche-Dzjavacheti, via de 2027 meter hoge Goderdzi-pas. De weg volgt de kloof van de Adjaristskali. In de late Sovjet periode was deze weg onderdeel van de A306 Sovjet hoofdroute. 